# Dar al-Ahd
Dar al-Ahd (àrab: دار العهد, Dār al-ʿAhd, ‘Territori del Pacte’) és el nom assignat a alguns territoris conquerits pels musulmans però considerats fora de les terres de l'Islam. L'estatus era temporal i entremig de la dominació completa (Dar al-Islam) o la terra a conquerir (Dar al-Harb). Aquesta denominació va perdre sentit al segle ix.
En aquestes terres dominades pels musulmans, les propietats es deixaven als seus antics amos a canvi de pagar el kharaj (equivalent a la jizya). Si deixaven de pagar eren considerats rebels i el territori conquerit per les armes.